# 有翼のユニコーン

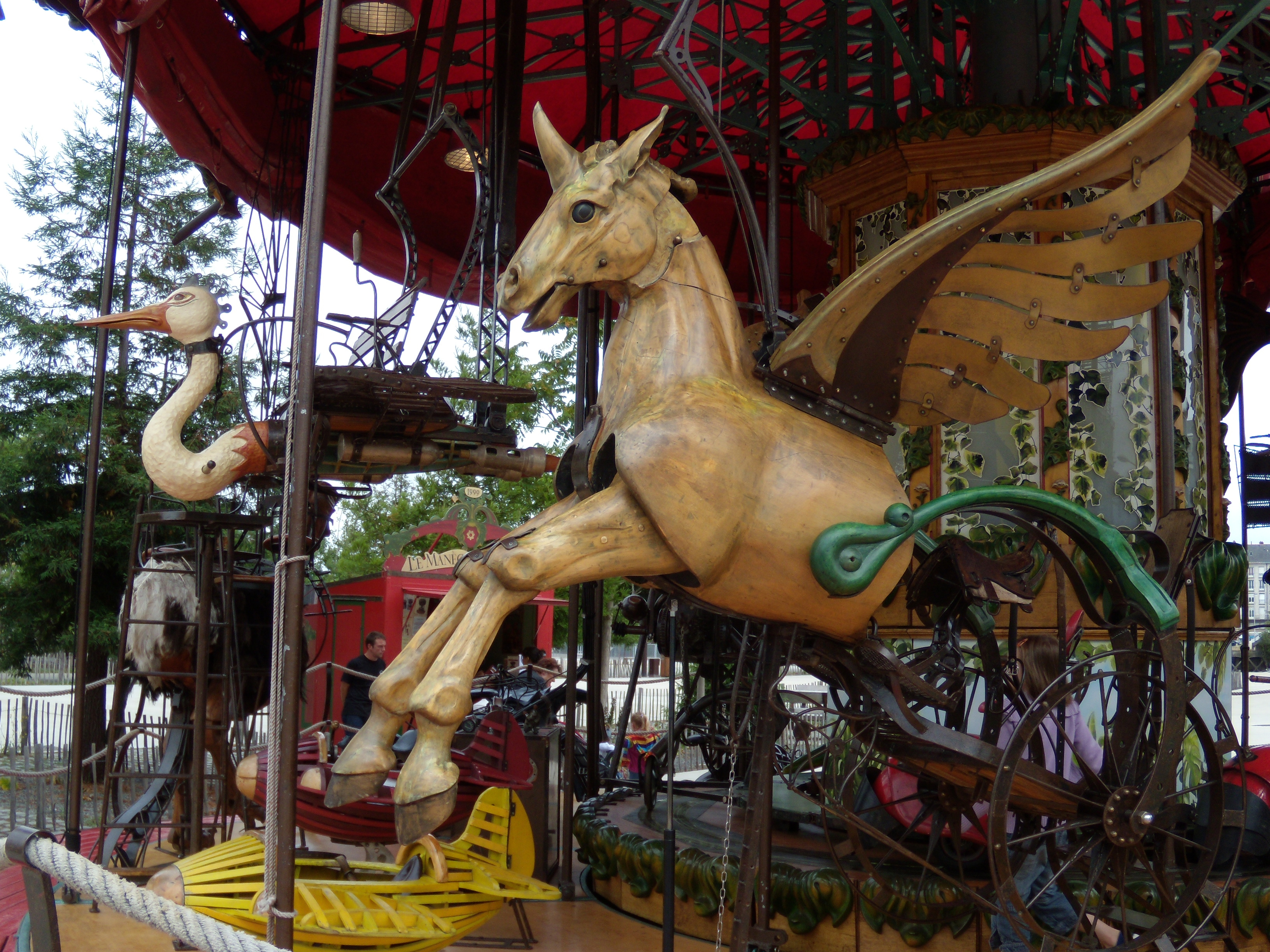
フランス、ナント市にあるレ・マシーン・ド・リルのメリーゴーランド。

有翼のユニコーン（ゆうよくのユニコーン、Winged unicorn）はウマのような容姿をした空想上の生物の一つである。ペガサスのような翼とユニコーンのような角を持っている。この生物を指す名称は固定されていないが、ユニコーンないしペガサスのかばん語であるユニサス(unisus)、ユニペグ(unipeg)、ペガコーン(pegacorn)、あるいはラテン語でユニコーンの角を意味する、主に錬金術関連の書籍に見られる単語であるアリコーン(Alicorn)などがしばしば用いられる。

## 概要

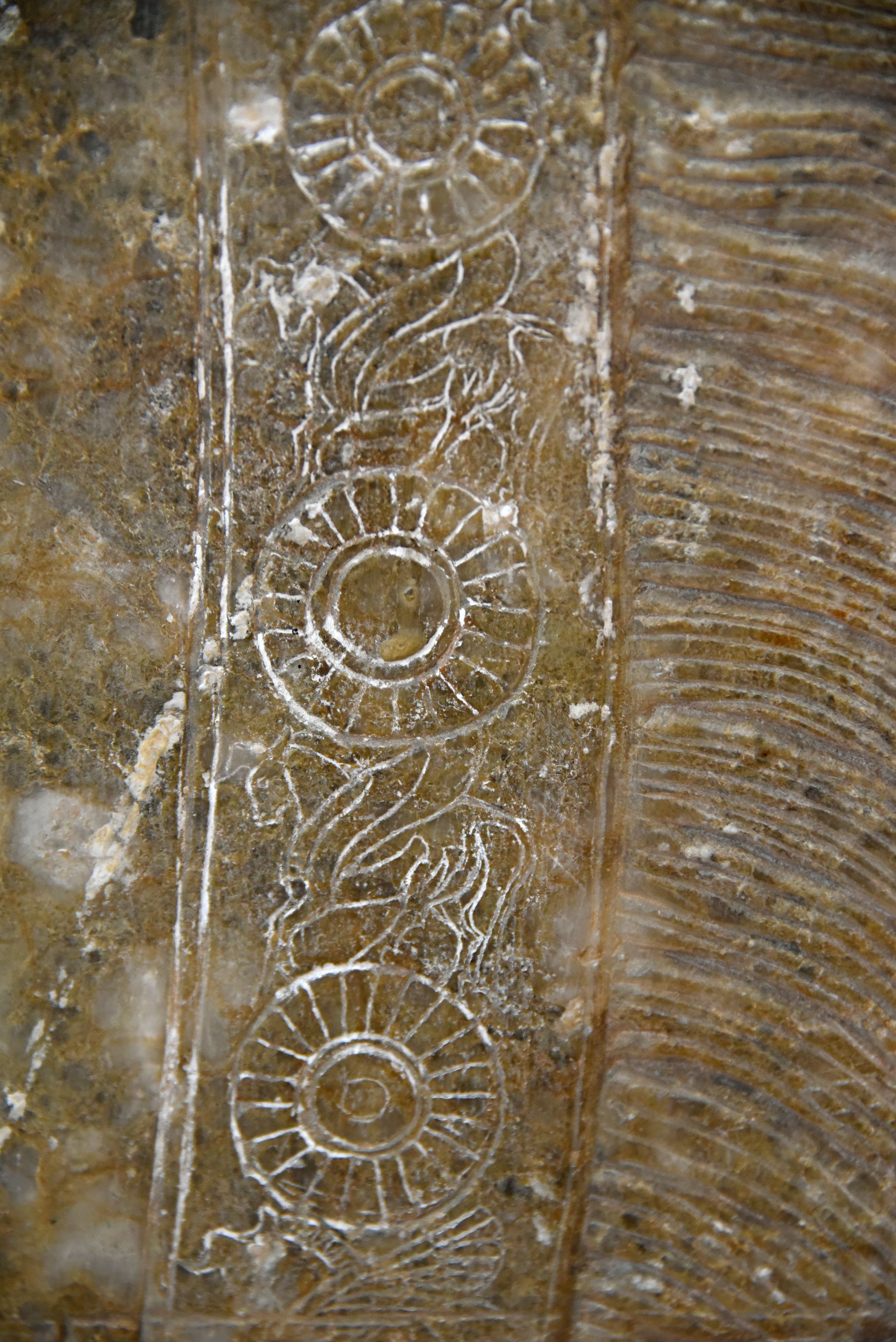
ニムルド出土、アッシュル・ナツィルパル2世治世下（紀元前883-859年）新アッシリアのアプカル（賢者）立像の衣装。有翼・有角の動物が描かれる。

アケメネス朝下アッシリアの印章では、悪を意味する表現として有翼のユニコーンと有翼の牡牛が刻まれていたが、逆に光の要素、あるいは光の側面を表す表現として用いられることもあった。アイルランドの詩人であるウィリアム・バトラー・イェイツは空想上の、「恍惚とした破壊」に関連する、翼を持った猛獣について記述している。1907年のThe Unicorn from the Starsにおいて、この猛獣は有翼のユニコーンという形で表現されており、のちの1931年に書かれた復活では「ベツレヘムに向かって歩みをすすめる猛獣」と表現されている。イギリス生まれの小説家、ピアズ・アンソニイは1984年のBearing an Hourglassの中で有翼のユニコーンを指す言葉としてはじめて「アリコーン」を用いている。
有翼のユニコーンはポップカルチャー中にも頻出する。任天堂の発売する『ファイアーエムブレム』シリーズ中に登場するユニットのひとつ、「ファルコンナイト」は有翼のユニコーンに騎乗しているほかハズブロ社の手がける玩具シリーズであるマイリトルポニー、および2010年以降に作られたマイリトルポニー〜トモダチは魔法〜などを含む関連メディアにおいて、有翼のユニコーンは「アリコーン」と呼ばれ、飛翔能力と魔法を扱う能力を兼ね備えた国を統括する存在として描かれている。当初これらの種族を区別するための名称は指定されておらず、有翼のユニコーンであるプリンセスセレスティアやプリンセスルナは単に「ユニコーン」と呼ばれていた。